# Killdozer (groupe)
Pour les articles homonymes, voir Killdozer.
Killdozer est un groupe de rock américain, originaire de Madison, dans le Wisconsin. Actif entre 1983 et 1996, il était connu pour utiliser des structures inhabituelles dans ses chansons, et pour les paroles funèbres du chanteur Michael Gerald. Il est aussi connu pour de célèbres reprises ,comme celles notamment de American Pie de Don McLean.

## Biographie

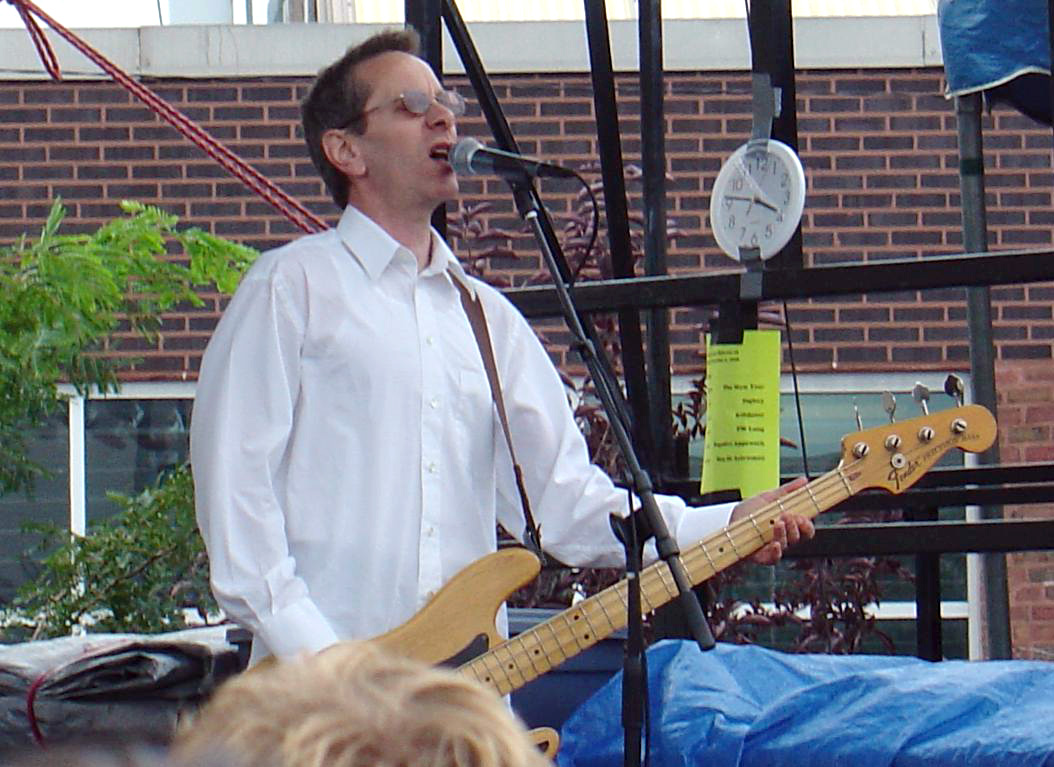
Michael Gerald.

Le groupe enregistre sous le label Touch and Go Records pendant les années 1980 et 1990 et tourne souvent avec d'autres groupes comme notamment Butthole Surfers, Scratch Acid et Big Black. Le groupe enregistre fréquemment avec le producteur Butch Vig. Steve Albini (Big Black) enregistre leur album God Hears Pleas of the Innocent sorti en 1995. Twelve Point Buck est l'album qui attire l'intérêt de Kurt Cobain et Billy Corgan sur Butch Vig.
Killdozer participe à un concert spécial 25e anniversaire du label Touch and Go Records à Chicago, dans l'Illinois, le 9 septembre 2006.En soutien à l'événement, des flyers déclarent Fuck You, We Reunite! (« allez vous faire mettre, on se réunit! »). Pendant le concert, le public réclamait plus de Killdozer ; Touch and Go annonce alors plusieurs dates de tournées américaines pour la fin 2008.
Entretemps, le batteur Dan Hobson reste actif dans la scène musicale de Madison avec des groupes comme Cement Pond avec Tim Sullivan (de Drug Induced Nightmare No. 4) à la guitare, Steve Burke (de The Gomers) à la guitare et au chant, et Gordon Ranney  (aussi de The Gomers) à la basse et a uchant. Le groupe publie un album studio intitulé Vanilla Guerilla au label indépendant Corporate Hell Inc. en 2005. Michael Gerald est avocat à Los Angeles, en Californie. En 2007, il prête sa voix au groupe du New-Jersey, Hunchback, pour leur reprise du morceau Beautiful de Christina Aguilera, publiée sur leur album Pray for Scars (Don Giovanni Records, 2008).

## Discographie

### Albums studio
- 1984 : Intellectuals Are the Shoeshine Boys of the Ruling Elite
- 1985 : Snake Boy
- 1987 : Little Baby Buntin'
- 1989 : Twelve Point Buck
- 1994 : Uncompromising War on Art Under the Dictatorship of the Proletariat
- 1994 : God Hears Pleas of the Innocent

### Singles
- Go Big Red ("Sonnet '96" b/w "I Saw The Light") (1996 sur -ismist Recordings)
- Michael Gerald's Party Machine Presents! Collaboration avec Alice Donut (1996)
- We Will Crush You 10" Collaboration avec Ritual Device (1995 chez Man's Ruin Records)
- "The Pig Was Cool" b/w "Unbelievable" (1993)
- "Her Mother's Sorrow" b/w "Short Eyes" (1989 sur le label Amphetamine Reptile Records)
- Yow! ("Lupus" b/w "Nasty") (1989)